# Glutation
A glutation (GSH) egy glicinből, ciszteinből és glutaminsavból álló tripeptid, melyben a glicinhez normál peptidkötéssel kötődő cisztein gamma-peptidkötéssel kapcsolódik a glutaminsav oldalláncának karboxilcsoportjához. Jelentőssé teszi a szervezetben antioxidánsként elfoglalt szerepe – ebben a minőségben védi a sejtalkotókat az olyan reaktív oxidáló intermedierektől (ROI), mint a szabad gyökök és a hidrogén-peroxid.
Tiolcsoportja miatt redukálószer, eukarióta (pl. emberi) sejtekben koncentrációja körülbelül 5 mM. Két glutation diszulfid-hidat alkothat, az így képződő oxidálódott termék a glutation-diszulfid (GSSG), vagy l-(–)-glutation.
Az oxidált glutation enzimatikus úton, glutation-reduktázzal alakulhat vissza redukált formájává. A folyamathoz az elektront NADPH szolgáltatja. A GSH:GSSG arány normális esetben a humán sejtekben 500:1, az arány GSSG irányába történő eltolódása a sejt mérgezettségének jele lehet.

## Hatása az emberi szervezetre
A szervezetben többféle antioxidáns van jelen. Egyik ilyen fontos antioxidáns például a glutation is, amely az emberi szervezetben természetes formában is jelen van. Megfelelő jelenléte késlelteti az oxidációs folyamatokat, így például fontos szerepet kap az őszülés ellen is, hiszen képes megakadályozni azt. Amíg a szervezetben megfelelő mennyiségű antioxidáns van jelen, képes lebontani a hidrogén-peroxidot, és így meg tudja akadályozni a haj és a szőrszálak kifehérítését. Amikor csökken ez az antioxidáns a szervezetben (általában idősebb korban), akkor jelennek meg az első ősz hajszálak. A glutation egy kevésbé ismert, de rendkívül fontos alkotóeleme az egészséges emberi szervezetnek.
A haj igényli a glutation nevű vegyületet ahhoz, hogy pigmentet tudjon termelni, azaz létejöjjön benne a szín. A glutation továbbá képes megvédeni a szervezetet a szabad gyökök képződése ellen.
A European Journal of Nutricion 2015 márciusában megjelent cikke a szájon át alkalmazott glutation hatásait elemzi. A hat hónapos placebo kontrollált, kettős, vak klinikai vizsgálat során 54 nem dohányzó betegnél vizsgálták meg a szájon át adott glutation szervezetükre kifejtett hatását. A vizsgálat megállapította, hogy a glutationt nagyon jól tolerálták a betegek, semmilyen súlyosabb mellékhatást nem észleltek egyik csoportban sem. A vizsgálat bizonyította, hogy érdemes a glutationt külső forrásból bevinni az emberi szervezetbe.
A glutation szerteágazó és sokrétű hatásai miatt nehéz konkrét szervi hatásokat kijelenteni. Valójában a sejtek „életminőségének” javításával és élettartamának meghosszabbításával a szervezet egészének egészsége fölött őrködnek. Ez a védelmi rendszer a legkiterjedtebb. Mind a sejtek közötti térben, mind valamennyi sejtféleségen belül is működik.
A glutation (GSH) azáltal, hogy a szervezet igénye szerint képes kontrollálni a az antioxidáns folyamatokat, Dr. Mark Hayman, amerikai kutató a glutationt a méregtelenítés nagymesterének („master detoxifier”), „minden antioxidánsok anyjának” és az immunrendszer karmesterének („maestro of the immune system”) nevezi. A nyugati tudomány erősen törekszik mindennek okát, és lehetőleg egyetlen magyarázatát megtalálni, hatásokat hatóanyagokhoz kötni. Ez nem mindig sikerül, de a glutation esetében van pár konkrét vizsgálati eredmény.
Általános egészségvédelem céljára és öregedés lassítása. A glutation biológiai hatásának felismerése azzal indult, hogy felfigyeltek csökkent jelenlétére az idősödő és krónikus beteg szervezetekben. Azon 60 év felettiek, akik szervezetében korosztályuk átlagánál több glutation volt kimutatható, minden esetben testileg-lelkileg-szellemileg jobb kondícióban is voltak, mint kortársaik.
Krónikus légzőszervi megbetegedésekben. Tudományos vizsgálatok egyértelmű összefüggést találtak olyan krónikus légúti megbetegedésekkel, mint a tüdőasztma, krónikus obstruktív légzési elégtelenség (COPD), akut légzési diszstressz szindróma (ARDS), tüdőfibrózis, sőt koraszülöttek éretlen légzőszervi fejlődés okozta zavaraival. Glutation hiány mellett jelentősen gyakoribbnak találták a tüdő adenokarcinoma gyakoriságát. Az obstruktív légúti betegségekben használt N-acetilcisztein is a glutation aktiválása révén hat.
Immunválasz. A súlyos és végzetes Covid – tüdőgyulladások során derült ki, hogy ezek okozója nem is közvetlenül a vírus, hanem a vírusra adott szélsőséges immunválasz, az ú.n. citokin – vihar. Bár még nem egyértelmű teljesen, de úgy tűnik ebben a glutation hiány is szerepet játszik. HIV fertőzött betegekben is jellemzően alacsony glutationtartalmat találtak, gyerekekben és HIV fertőzéssel született csecsemőkben is, a vérplazmájában, vörösvértestekben és keringő immunsejtekben (monocyták és T-lymphocyták). Az aeroszolban alkalmazott glutation pótlás jótékony hatásúnak bizonyult.
Emésztőszervi megbetegedésekben. Bélcsatornánkban érintkezünk a legnagyobb felületen külvilág anyagaival, vegyszereivel és kórokozóival is. A bélcsatornánk egyben a legnagyobb immunszervünk is. Immunsejtjeink több mint 70 %-a itt működik. A glutationhiány szoros összefüggést mutat az emésztőrendszer gyulladásos folyamataival. Olyannyira, hogy Crohn-betegségben a glutationhiány kifejezetten csak a megbetegedett bélszakaszra korlátozódva mutatható ki. A Helicobacter pylori fertőzések is gyakran alacsony glutationtartalom mellett jelentkeznek.
Akut és krónikus májgyulladásban egyaránt a glutation szint csökkenését találták vérszérumban, vörösvértestekben és immunsejtekben. Májcirózisban, különösen a nem alkoholos eredetű májcirózisban, jelentkezik igen alacsony GSH szint, nagyon emelkedett GSSG mennyiség mellett.
Vörösvértestek védelmére, hemolitikus vérszegénység kockázatának csökkentésére A cytokróm enzimek mellett a vörösvértestek dolgoznak a legtöbb oxigénnel. A molekuláris oxigén létfontosságú anyag, ugyanakkor az atomos oxigén erős sejtméreg. Emiatt a vörösvértestek oxigénszállító feladata sejtszinten igen veszélyes üzemnek számít. A GSH – GSSG – GST rendszer védelme nélkül, a vörösvértestek élettartama jelentősen megrövidül, gyorsabban és nagyobb arányban pusztulnak és esnek szét, ami a hemolitikus vérszegénység egyik oka lehet.
Rosszindulatú megbetegedésekben. Tudományos körökben egyre terjed a nézet, miszerint egy fontos különbség az egészséges és rákos sejtek között az oxigénfelhasználás módja és mértéke. A rákos sejtek zömmel anaerob anyagcserét folytatnak. A glutation-peroxidáz enzim, oxigénfelvételre kényszeríti a sejteket, ami a rákos sejtek számára méreg, ám közömbös az egészséges sejtek számára. Ezzel elhalásra (apotózis) „kényszeríti” a rákos sejteket. Laboratóriumi kutatások többkísérleti ráksejtvonalon hoztak bíztató eredményeket. Amit kísérleti állatokon végzett vizsgálat is megerősít. Petefészekrákos nőbetegeken kemoterápia (cisplatin) mellett alkalmazva, csökkentette a kezelés kellemetlen mellékhatásait, úgy, hogy közben javult annak hatékonysága. Hasonló tapasztalatokról számoltak be gyomorrákal kezelt páciensek esetében is. Májrákos férfi és nőbetegek között jelentősen eltérő eredményeket találtak szájon át adagolt glutationpótlásra: noha a vérszérumban nem emelkedett a glutation mennyisége, nőbetegekre kedvező hatással volt, míg férfiakon zömmel hatástalan. Vastag- és végbéldaganatos, alultáplált betegeken viszont a szájon át történő adagolás is hatásosnak bizonyult.
Degeneratív idegrendszeri kórképekben. Sok neurodegeneratív megbetegedés esetén mutattak ki nagyon alacsony GSH szintet, mint például Alzheimer kórban és Parkinson kórban. A normális szint 70 %-a alatt az idegsejtek fokozott pusztulását észlelték. Szájon át adagolt glutation kedvezően befolyásolta egyes autista betegek állapotát, még akkor is, ha vérszérumban nem emelkedett a mennyisége.
A szem és látás védelme. A civilizált világban a látás elvesztésének leggyakoribb oka az időskori szemfenéksorvadás. Ráadásul az utóbbi 25 évben gyakorisága ötszörösére növekedett. Felméréseken alapuló előrejelzések nem várnak javulást az elkövetkező két évtizedben! Ennek oka is az élet folyamán felhalmozódó, szabadgyökök okozta károsodások.  Egyéb, szem szöveteiben felhalmozodó antioxidánsok mellett a glutation fontos szerepet kap a látásélesség időskori megőrzésében.
Méregtelenítés. A szabadgyökök kezelésén túl a glutation oxidoredukciós képessége vegyi mérgeket, szervezetbe jutott nehézfémsókat hatástalanít, sőt véd az UV-sugárzás káros hatásaitól is (Az UV sugárzás hatására a szemfenék és a bőr szöveteiben szintén káros szabadgyökök képződnek!). Különösen erősen működik azokban a szervekben, ahol a külvilággal érintkezünk (bőr, bélfal, hörgők és léghólyagok nyálkahártyája), illetve a májban, amelyik szervezetünk legnagyobb vegyi üzeme.
A fentiek mellett még számos megbetegedésben és kóros állapotban valószínűsítik a glutationhiányt, mint okot vagy egyik tényezőt: szív-érrendszeri megbetegedésekben, cukorbetegségben, krónikus gyulladással járó folyamatokban, akut és krónikus fertőzésekben, férfi terméketlenségben, stb. 

## Kapcsolódó lapok
- cisztein, A glutation nevű antioxidáns prekurzora szakasz
- cisztin, Szerepe az emberi szervezetben szakasz
- ciszteamin, Egyéb felhasználások szakasz
- oxidatív stressz
- antioxidáns rendszerek
- xenobiotikumok metabolizmusa
- lipidperoxidáció, Glutation-rendszer (glutation-peroxidáz(ok) (GSH-Px) (EC: 1.11.1.9)) szakasz
- benszultáp-mérgezés (Veszélyek szakasz)
- Tim Hunt munkássága
- Edward Calvin Kendall, A tiroxin izolálása szakasz
- Konrad Emil Bloch amerikai munkássága